# Hartly
Hartly és un poble dels Estats Units a l'estat de Delaware. Segons el cens del 2000 tenia 78 habitants.

## Demografia
Segons el cens del 2000, Hartly tenia 78 habitants, 25 habitatges, i 21 famílies. La densitat de població era de 501,9 habitants/km².
Dels 25 habitatges en un 60% hi vivien nens de menys de 18 anys, en un 52% hi vivien parelles casades, en un 24% dones solteres, i en un 16% no eren unitats familiars. En el 4% dels habitatges hi vivien persones soles el 4% de les quals corresponia a persones de 65 anys o més que vivien soles. El nombre mitjà de persones vivint en cada habitatge era de 3,12 i el nombre mitjà de persones que vivien en cada família era de 3,29.
Per edats la població es repartia de la següent manera: un 34,6% tenia menys de 18 anys, un 9% entre 18 i 24, un 39,7% entre 25 i 44, un 14,1% de 45 a 60 i un 2,6% 65 anys o més.
L'edat mediana era de 28 anys. Per cada 100 dones de 18 o més anys hi havia 59,4 homes.
La renda mediana per habitatge era de 29.375 $ i la renda mediana per família de 29.375 $. Els homes tenien una renda mediana de 21.667 $ mentre que les dones 24.167 $. La renda per capita de la població era d'11.516 $. Aproximadament el 14,3% de les famílies i el 19,5% de la població estaven per davall del llindar de pobresa.

## Poblacions més properes
El següent diagrama mostra les poblacions més properes.